# Jeremy Dawson
Jeremy Dawson ist ein US-amerikanischer Filmproduzent und Visuelleffektdesigner. 2015 war er für den Oscar in der Kategorie Bester Film für den Film Grand Budapest Hotel nominiert.
Er studierte an der School of Visual Arts in New York und machte dort 1993 seinen M.F.A. in Fotografie, Video und verwandten Medien. Seit Anfang der 1990er Jahre ist er im Filmgeschäft tätig, seit 2007 zunehmend im Bereich der Filmproduktion.
2018 wurde er für sein Wirken als Produzent in die Academy of Motion Picture Arts and Sciences berufen, die jährlich die Oscars vergibt.

## Filmografie (Auswahl)
Als Produzent
- 2009: Der fantastische Mr. Fox (Fantastic Mr. Fox)
- 2012: Moonrise Kingdom
- 2014: Grand Budapest Hotel
- 2015: Ich und Earl und das Mädchen (Me and Earl and the Dying Girl)
- 2018: Isle of Dogs – Ataris Reise (Isle of Dogs)
- 2021: The French Dispatch
- 2022: The Whale
- 2023: Asteroid City
- 2023: Ich sehe was, was du nicht siehst (The Wonderful Story of Henry Sugar, Kurzfilm)
- 2023: Der Schwan (The Swan, Kurzfilm)
- 2023: Der Rattenfänger (The Rat Catcher, Kurzfilm)
- 2023: Gift (Poison, Kurzfilm)